# Kronanje
Kronanje je dejanje postavitve ali podelitve krone na monarhovo glavo. Izraz se na splošno ne nanaša samo na fizično kronanje, ampak na celotno slovesnost, pri kateri se zgodi dejanje kronanja, skupaj s predstavitvijo drugih predmetov regalij, ki označujejo formalno preoblikovanje monarha v kraljevsko oblast. Poleg kronanja lahko slovesnost kronanja vključuje številne druge obrede, kot so izrekanje posebnih zaobljub monarha, oblačenje in izročitev regalij monarhu ter dejanja poklona s strani podložnikov novega vladarja in izvajanje drugih obrednih dejanj posebnega pomena za določen narod. Kronanja v zahodnem slogu so pogosto vključevala maziljenje monarha s svetim oljem ali krizmo, kot se pogosto imenuje; verski pomen obreda maziljenja sledi zgledom iz Svetega pisma. Tudi monarhova soproga je lahko okronana, bodisi hkrati z monarhom ali kot ločen dogodek.
Nekoč pomemben obred med monarhijami po svetu se je kronanje sčasoma spremenilo zaradi različnih družbeno-političnih in verskih dejavnikov; večina sodobnih monarhij se jim je povsem odpovedala in daje prednost preprostejši slovesnosti za obeležitev monarhovega pristopa na prestol. V preteklosti so bili koncepti kraljevine, kronanja in božanstva pogosto neločljivo povezani. V nekaterih starodavnih kulturah so veljali vladarji za božanske ali delno božanske: egiptovski faraon je veljal za sina Raja, boga sonca, medtem ko na Japonskem verjamejo, da je cesar potomec Amaterasu, boginje sonca. Rim je razglasil prakso čaščenja cesarja; v srednjeveški Evropi so monarhi trdili, da imajo božansko pravico do vladanja (analogno nebeškemu mandatu na dinastični Kitajski). Kronanja so bila nekoč neposreden vizualni izraz teh domnevnih povezav, vendar so se v zadnjih stoletjih takšna prepričanja zmanjšala.
Kronanja še izvajajo v Združenem kraljestvu, Tongi ter več azijskih in afriških državah. V Evropi mora večina monarhov preprosto priseči v prisotnosti zakonodajnega organa države. Poleg kronanja se lahko monarhov pristop zaznamuje na več načinov: nekateri narodi lahko obdržijo versko razsežnost svojih ritualov pristopa, medtem ko so drugi sprejeli preprostejše inavguracijske slovesnosti ali pa jih sploh nimajo. Nekatere kulture uporabljajo obrede kopanja ali čiščenja, pitje svete pijače ali druge verske prakse, da dosežejo primerljiv učinek. Takšna dejanja simbolizirajo podelitev božanske naklonjenosti monarhu v okviru ustrezne duhovno-verske paradigme države.
Kronanje v običajnem govoru se lahko danes v širšem smislu nanaša tudi na kakršno koli formalno slovesnost v zvezi s pristopom monarha, ne glede na to, ali je dejanska krona podeljena ali ne; takšne slovesnosti se sicer lahko imenujejo investiture, inavguracije ali ustoličenja. Datum akta pristopa pa je običajno pred datumom obreda kronanja. Na primer, kronanje Elizabete II. je potekalo 2. junija 1953, skoraj šestnajst mesecev po njenem pristopu na prestol 6. februarja 1952 po smrti njenega očeta Jurija VI.

## Zgodovina in razvoj
Na slovesnosti kronanja v srednjeveškem krščanstvu, tako zahodnem kot vzhodnem, je vplivala praksa rimskih cesarjev, kot se je razvila v pozni antiki, na kar so posredno vplivala svetopisemska poročila o kronanju in maziljenju kraljev. Evropski obredi kronanja, morda najbolj znani v obliki, ki so jo prevzeli na Britanskem otočju (zadnji se je zgodil leta 2023), izhajajo iz obredov, ki so bili prvotno ustvarjeni v Bizancu, vizigotski Španiji, karolinški Franciji in Svetem rimskem cesarstvu ter preneseni v njihovo vrhunec v srednjem veku.
V nekrščanskih državah so se obredi kronanja razvili iz različnih virov, pogosto povezanih z verskimi prepričanji tega določenega naroda. Budizem je na primer vplival na rituale kronanja na Tajskem, v Kambodži in Butanu, medtem ko so hindujski elementi igrali pomembno vlogo v nepalskih obredih. Obrede, ki se uporabljajo v sodobnem Egiptu, Maleziji, Bruneju in Iranu, je oblikoval islam, medtem ko obredi Tonge združujejo starodavne polinezijske vplive z modernejšimi anglikanskimi.